# Agnizione
L'agnizione (dal latino agnitio = riconoscimento) è un topos delle opere narrative o drammatiche. Consiste nell'improvviso e inaspettato riconoscimento dell'identità di un personaggio, che determina una svolta decisiva nella vicenda. 
Anagnorisis (greco antico: ἀναγνώρισις) originariamente significava "riconoscimento" nel contesto greco antico, non solo in riferimento a una persona ma anche a ciò che quella persona rappresentava: l'agnizione era il momento in cui l'eroe aveva improvvisa consapevolezza della realtà.
È stata descritta da Aristotele nella sua Poetica come parte della discussione sulla peripéteia, ed è spesso associata al concetto di catarsi del filosofo.

## Definizione
Il caso classico è quello del personaggio che, al termine di una serie più o meno complessa di vicende, viene riconosciuto da altri o si autoriconosce nella sua vera identità; il riconoscimento può riguardare anche i modi e i tempi con cui il lettore scopre la verità, abilmente celata dallo scrittore. Il procedimento è tipico del romanzo giallo o avventuroso (cfr. il "colpo di scena", la "scena madre"); ma anche in racconti psicologici lo scrittore può adottare un punto di vista che strutturalmente mette in ombra o tralascia alcuni fatti relativi a un personaggio e la cui conoscenza è ritardata ad arte.
La vicenda di Edipo può costituire l'emblema del riconoscimento nel senso più profondo del termine: l'eroe prende coscienza del suo vero essere al termine di una inquietante inchiesta, che si conclude con la catastrofe. 
L'identificazione dell'eroe è peraltro una delle funzioni della fiaba di magia studiate da Vladimir Propp, a riprova del carattere topico e assai generalizzato di questo procedimento narrativo.

## Esempi
L'agnizione (in greco antico: ἁναγνώρισις) è un elemento della drammatizzazione teatrale della Grecia classica, quale espediente narrativo adottato dalla tragedia greca e, in seguito, dalla commedia nuova.
Dal teatro greco confluì, per imitazione di forme, nel teatro latino, venendo usata, soprattutto, nelle commedie palliate dell'antica Roma dai commediografi che volevano colpire positivamente il pubblico con un finale a sorpresa o per dirimere situazioni difficili o scabrose: per esempio Terenzio (in particolare nell'Heautontimorumenos, Andria, Phormio e Eunuchus) e Plauto (vedi Aulularia, Captivi, Casina, Cistellaria e Curculio) utilizzarono spesso questo espediente nelle loro produzioni letterarie.
Venne molto usata nei romanzi ottocenteschi, come il Conte di Montecristo di Alessandro Dumas. 
Un significativo esempio di agnizione si può trovare nel VI Canto del Purgatorio di Dante Alighieri, nella scena carica di pathos dell'abbraccio tra Virgilio e Sordello da Goito, entrambi mantovani.